# Sanguinolaria planculata
Phi (danh pháp hai phần: Sanguinolaria planculata) là loài thân mềm hai mảnh vỏ thuộc họ Psammobiidae.